# Mijn Geheim (tijdschrift)
Mijn Geheim is een hoofdzakelijk voor en door vrouwen geschreven Nederlands weekblad waarin individuele levensverhalen centraal staan.
Mijn Geheim werd opgericht in 1976. Het blad wordt uitgegeven door uitgeverij De Vrijbuiter in Gilze. De betaalde oplage van Mijn Geheim daalde in de periode 2000 - 2013 van 77.433 naar 36.512. 

## Inhoud
Mijn Geheim komt elke twee weken uit. In het tijdschrift staan levensverhalen van 'gewone' vrouwen die iets moois of iets heftigs hebben meegemaakt. Dit zijn interviews die vaak worden geschreven in de ik-vorm. Regelmatig staan er anonieme interviews in. Om privacyredenen worden de namen van de vertelster en derden in het verhaal veranderd.
Vaak terugkerende thema's in de verhalen zijn relatieproblemen, echtscheiding, ziekte, de dood van een naaste, zwangerschap, moeilijkheden die de schrijver ervaart bij het opvoeden van haar of zijn kinderen, ruzies binnen de familie en traumatische ervaringen. Op de voorpagina van Mijn Geheim wordt van een aantal verhalen van die week in één regel een samenvatting gegeven. 
Elke twee weken staat er één panelverhaal in. Dat is een verhaal waarin de hoofdpersoon met een dilemma kampt. Een min of meer vast panel van drie leden geeft advies aan de hoofdpersoon in het verhaal over wat zij in de beschreven situatie het beste kan doen. De reactie hierop van de hoofdpersoon wordt daarin ook nog weergegeven.
Naast de levensverhalen bevat Mijn Geheim enkele columns van journalisten en vrouwen die over hun eigen leven schrijven. Hierbij gaat het om thema's die langer duren en waar elke keer iets nieuws over te vertellen is, zoals iemand die een ivf-behandeling ondergaat of een vrouw met een zoon die het syndroom van Asperger heeft.

## Oplage
Totaal betaalde gerichte oplage volgens HOI, Instituut voor Media Auditing.
- 2000: 77.433
- 2010: 43.644
- 2011: 43.013
- 2012: 42.363
- 2013: 36.512